# Csíky László
Csíky László (Szeged, 1942. június 18. – 2023. március 8. Szentes) magyar orvos és portré karikatúra szobrász.

## Életpályája
Orvos családba született, a család Erdélyből, a Csíki-medence területről származik. Tanulmányait Szegeden végezte, 1966-ban avatták orvos doktorrá. A szentesi kórházban a belgyógyászaton kezdett dolgozni, majd 1967-től házi orvosként tevékenykedik Szentesen mind a mai napig. Sportol és szobrokat alkot a napi munka mellett, mint könyvéből is olvashatjuk, két végén égeti a gyertyát. Látnunk kell azt is, hogy a többféle tevékenység kiválóan segíti egymást, európai sportedzői tevékenysége vagy szobrászati alkotásainak külföldi kiállításai egyben gyógyítással kapcsolatos tapasztalatcserékre is módot nyújtottak. 2007. október 23-án Szentes város díszpolgári címet adományozott neki.

## Munkássága
Köztünk dolgozik és alkot az ember anatómiájának és művészeti anatómiájának és jellemének ismerője és szobrásza Csíky László. Szabad, bátor, erős és nagyon tehetséges, több mint ötszáz alkotás van mögötte, szobor portréi a humorostól, a keserédestől, a groteszktől az abszurdig mennek. Mer úgy látni és láttatni, ahogyan mások talán még gondolatban sem mernek. Formázza az egész globális világ elmúlt és kortárs főszereplőit, tudósokat, művészeket, politikusokat, történelmi hősöket, köztük sok magyart, s más nemzetbelieket. Első külföldi kiállítása a romániai Marosvásárhelyen volt 1993-ban, ugyanebben az évben a párizsi Magyar Intézetben rendezhetett kiállítást. Jacques Chirac szobráról készült képei bejárták az egész francia sajtót. Szobraival első lett Dubajban, sikere volt Párizsban, Kínában, Stockholmban, Helsinkiben, Firenzében. A fővárosban, s számos hazai városban mutatkozott be műveivel. 1995-ben Budapesten a Közlekedési Múzeumban Göncz Árpád köztársasági elnök nyitotta meg "Génius Omnibusz" c. kiállítását. 2000 októberében Budapesten, az Igazságügyi Minisztériumban Dávid Ibolya igazságügy-miniszter asszony avatta Csíky Deák Ferenc, "a haza bölcse" szobrát, az 1948-as forradalom és szabadságharc és a kiegyezés  igazságügy-minisztere születésnapjának tiszteletére. Gróf Széchenyi Istvánról készített szobrát a szentesi Széchenyi Ligetben Josef von Ferenczy avatta 1997. március 15-én. Bugyi István szentesi sebész professzorról készített szobrát 1999-ben avatta Zsoldos Ferenc főorvos. Szegeden a Fogadalmi templomban II. János Pál pápa portré szobra nyert elhelyezést 2005-ben. Az utókor által is megbecsült történelmi, vallási, tudós és művész személyiségek szobrait (többek közt Boldog Gizella, II. Rákóczi Ferenc, Kossuth Lajos, Arany János, Bartók Béla, Raoul Wallenberg, Szent-Györgyi Albert) nála is az emlékezés mitikus burka veszi körül éppen úgy, mint ahogyan ők az emberiség, vagy szülőföldjük népének történelmi emlékezetében jelen vannak. Akár Honoré Daumier vagy Henri de Toulouse-Lautrec a litográfiáival, Csíky is az emberre figyel a szobraival, csak az emberit ábrázolja és nagyon sajátos eszközökkel, s nagyon nagy szeretettel. Hogy a karikatúra szobrászatot a szobrászművészet szintjére emelte-e? Azt hihetjük, ez ma már nem lehet kérdés. 2012-ben kínai vendégek érkeztek Szentesre megtekinteni Csíky László szobrait, ez nem előzmények nélkül való, hiszen kínai szimpóziumokon, kiállításokon vett részt korábban is a művész, szobrait őrzik Csilin tartomány fővárosának (Csangcsun) múzeumában.

## Csíky László néhány szobra
| Csíky László néhány szobra |  |  |  |  |  |
|                            |  |  |  |  |  |

## Díjai
- Dubai Karikatúra Világfórumon első helyezés (2000)[6]
- Párizsi Művészeti Szövetség montmartre-i nagytárlatán nagy siker(2000)[7]
- Changchun-beli (Kína) Világ-szimpózium első helyezés (2001)[8]
- Második Dubai-i Karikatúra Világfórum első helyezés (2002)[9]
- Pro Urbe Szentes (2003. október 23.)
- XXI. Század Orvosa kitüntetés (2004)[10]
- Szentes Város Díszpolgára (2007. október 23.)

## Szervezeti tagságai
Nemzetközi Szobrász Szövetség
Le Pinde Paris (Párizsi Művészeti Szövetség)